# Beleg van IJsselstein (1482)
Het Beleg van IJsselstein vond plaats tussen 26 augustus en 16 september 1482 tijdens de Stichtse Oorlog, een fase van de Hoekse en Kabeljauwse Twisten.

## Achtergrond
In december 1481 was Engelbrecht van Kleef in de stad Utrecht aangekomen en werd kort daarna benoemd tot ruwaard en heer van het Sticht Utrecht als tegenhanger en opvolger van David van Bourgondië. In 1482 werkten enkele steden en dorpen in het Stichtse achterland de keuze op Van Kleef tegen, Engelbrecht trok dan ook met zijn leger op stroop- en plundertocht door het Sticht, hij roofde tot aan Naarden en legde Amerongen gedeeltelijk in de as.
Al jaren waren er al vijandigheden tussen de steden Utrecht en IJsselstein, dit omdat IJsselstein oorspronkelijk een door de bisschop van Utrecht gestichte nederzetting was. In latere tijden ging de stad juist een Hollandse politiek varen. Daarbij hadden de heren Van Montfoort ruzie met de heren van Egmont-IJsselstein. Ook de Hoekse en Kabeljauwse twisten speelde een grote rol gedurende 150 jaar, waarbij de stad Utrecht meestal een "Hoekse" partij keuze had en Ysselstein merendeel een "Kabeljauwse" politiek voerde.

## Beleg
Op 26 augustus sloegen de Utrechters onder Van Montfoort en ruwaard van Kleef het beleg voor IJsselstein met circa 4000 man krijgsvolk. Het eerste plan was om de stad per stormloop te bemachtigen, maar men besloot de krijgsmacht in drie divisies op te delen. Een divisie vestigde zich aan de kruisweg die naar Lopik leidde (zuidwestkant van de vesting), de tweede divisie vestigde zich achter de IJsseldijk, en de laatste groep nam het cisterciënzerklooster "Onze Lieve Vrouwe" ten Zuid-Oosten in en stelde zwaar geschut op richting de stad IJsselstein. In de volgende dagen nam het Utrechtse geschut bestaande uit grote donderbussen IJsselstein onder vuur, de schade was klein en de IJsselsteinse burgers deden een stadsuitval, waarbij beide partijen kleine verliezen leden.
Elke dag waren er schermutselingen en gevechten tussen de stedelingen en de Utrechtse soldaten. Op 31 augustus kwam Reynier van Broeckhuysen vanuit Utrecht met vendels en 2000 Kleefse huursoldaten zich aansluiten bij het beleg. Nu dat het Kleefse leger was aangesloten, dachten de Utrechters de stad nu wel met een stormloop te veroveren, echter dachten de Kleefse huurlingen dat ze naar het sticht waren gekomen om alleen te plunderen en was het niet hun intentie om steden te gaan belegeren. Dit bracht onrust in het Utrechtse als Kleefse kamp.
In Schoonhoven was inmiddels Frederik van Egmont, heer van IJsselstein bezig om een leger op de been te brengen. Deze marcheerde op 16 september IJsselstein tegemoet, de Kleefse soldaten braken het beleg op, achterlatend 150 doden.
Vanuit Schoonhoven waren 8000 manschappen geronseld en vertrokken onder leiding van Joost van Lalaing en Frederik van Egmont met een Hollands leger onder leiding van Witman van Swindrecht, baljuw van Zuid-Holland. Onderweg werd dit leger nog aangevuld met 4000 huurlingen te voet en circa 300 ruiters te paard met de edelen Willem II van Croÿ, graaf van Solre en maarschalk Jean van Salazar in de gelederen. Doordat het beleg werd opgebroken werd besloten tot het beleg van het slot Vronestein dat na enkele dagen werd gestaakt. Daarna trokken de gelederen naar het blokhuis op de Vaart waar een tweede slag bij Vreeswijk plaatsvond, die wel werd gewonnen. Hierna versplinterde de groepering in groepen en trok ieder zijn eigen weg.

## Nasleep
Na het opbreken van het beleg werd er een samenkomst geregeld in 's-Hertogenbosch, waar de twee bisschoppen hun eisen op tafel konden leggen. De twee kwamen er niet uit en Engelbrecht van Kleef vervolgde zijn plundertochten in Wageningen en Rhenen. Terwijl Van Kleef uit Utrecht weg was, wist David van Bourgondië op slinkse wijzen zich weer meester te maken van de stad Utrecht. Kort daarop wisten de aanhangers Van Kleef zich weer meester van de stad te maken en zij voerden David van Bourgondië af op een mestkar. Daarna kwam Maximiliaan van Oostenrijk naar Utrecht en sloeg het Beleg voor Utrecht. Na onderhandelingen werd er een vredesverdrag getekend, wat het einde betekende van de Stichtse Oorlog.